# Velika nagrada Avstrije 2016
Velika nagrada Avstrije 2016 je bila deveta dirka svetovnega prvenstva Formule 1 v sezoni 2016. Odvijala se je 3. julija 2016 na dirkališču Red Bull Ring. Zmagal je Lewis Hamilton iz moštva Mercedes, drugo mesto je osvojil Max Verstappen iz moštva Red Bull Racing, tretji pa je bil Kimi Räikkönen iz moštva Ferrari. Šlo je za 29. dirko za Veliko nagrado Avstrije, ki je štela za svetovno prvenstvo Formule 1, in tretjo po vrnitvi v sezoni 2014.
Hamilton je Mercedesu privozil tretjo zaporedno zmago na dirki za Veliko nagrado Avstrije, potem ko je v predhodnih dveh sezonah zmagal njegov moštveni kolega Nico Rosberg, ki je pred dirko v skupnem seštevku svetovnega dirkaškega prvenstva imel prednost 24 točk. V zadnjem krogu je prišlo do trčenja Hamiltona in Rosberga, zaradi česar sta Rosberga prehitela Verstappen in Räikkönen ter je dirko končal na četrtem mestu. Mercedes je v skupnem seštevku konstruktorskega prvenstva pred dirko imel prednost 81 točk pred Ferrarijem, po dirki pa jo je povečal na 103 točke, saj je Sebastian Vettel po odstopu ostal brez osvojene točke.

## Poročilo

### Kvalifikacije
Kvalifikacije so potekale v treh delih. Po nesreči na prostem treningu je Rosbergov dirkalnik potreboval popravilo. Zaradi tega se je v prvem delu kvalifikacij, ki je potekal 18 minut, na stezo odpeljal šele devet minut pred koncem. Kljub temu mu je uspelo doseči najhitrejši čas, več kot štiri desetinke sekunde pred Hamiltonom. Dober nastop je imel Pascal Wehrlein pri moštvu Manor, ki je dosegel deseti najhitrejši čas, nekaj več kot sekundo za Rosbergovim časom. Tako kot na prostem treningu so se v kvalifikacijah pojavile okvare vzmetenja, najprej pri dirkaču moštva Force India Sergiu Pérezu, ki je svoj dirkalnik pripeljal nazaj v bokse, preden je proti koncu prvega dela zaradi zlomljenega vzmetenja v sedmem ovinku nesrečo doživel Daniil Kvjat iz moštva Toro Rosso, kar je povzročilo rdeče zastave in prekinitev kvalifikacij. Prvi del se je ponovno začel 1:44 minute pred koncem. Nico Hülkenberg iz moštva Force India je bil edini dirkač, ki je izboljšal svoj čas, drugim pa je izboljšanje preprečil Carlos Sainz iz moštva Toro Rosso, ki je s svojim dirkalnikom obtičal ob stezi, kar je povzročilo rumene zastave. Na koncu sta izpadla oba dirkača moštva Sauber, ki sta bila zadnja, za Kvjatom, Riom Haryantom iz moštva Manor ter obema dirkačema moštva Renault.
Hamilton je v drugem delu dosegel najhitrejši čas 1:06,228 in s tem nov rekord na dirkališču Red Bull Ring. Tako Ferrari kot Red Bull sta v drugem delu dosegla najhitrejša časa na »super mehkih« pnevmatikah, za razliko od Mercedesa, ki je uporabil »ultra mehke« pnevmatike. To je pomenilo, da sta Ferrari in Red Bull lahko dirko začela na trših pnevmatikah. Ko so se pri Mercedesu tega zavedali, so poskušali preprečiti ta izhod ter so poslali svoja dirkalnika nazaj na stezo na »super mehkih« pnevmatikah. Zaradi dežja pa Hamilton in Rosberg nista mogla izboljšati svojih časov. Pri McLarnu se je Jenson Button uvrstil v tretji del, njegov moštveni kolega Fernando Alonso pa ne, saj je končal na 14. mestu. Wehrlein se je uvrstil na 12. mesto, s čimer je izenačil najvišji kvalifikacijski rezultat moštva Manor. Na štartni vrsti se je uvrstil med dirkača moštva Haas, Estebana Gutiérreza in Romaina Grosjeana. Izločena sta bila tudi Pérez in Sainz, ki po težavah v prvem delu nista mogla doseči časa.
Zaradi dežja so se dirkači na začetku tretjega dela na stezo odpravili z »vmesnimi« pnevmatikami. Na teh pnevmatikah je Hamilton dosegel najhitrejši čas, sledila sta mu Button in Daniel Ricciardo iz moštva Red Bull. Steza se je hitro posušila in kmalu so se dirkalniki vrnili v bokse, da bi preklopili na pnevmatike za suho stezo. Hülkenberg je dvakrat dosegel najhitrejši čas, a ga je Hamilton prehitel in osvojil najboljši štartni položaj. Tudi Rosberg je bil hitrejši, a je zaradi kazni petih mest na štartni vrsti izgubil drugo mesto v korist Hülkenberga. Kazen petih mest na štartni vrsti je doletela tudi Vettla, ki je bil četrti najhitrejši, tretje mesto pa je prepustil Buttnu, ki je dosegel peti najhitrejši čas. Med najboljšo deseterico so se uvrstili še Räikkönen, Red Bullova dirkača Ricciardo in Verstappen ter Valtteri Bottas in Felipe Massa iz moštva Williams. Hülkenberg je drugič v svoji karieri štartal iz prve vrste, potem ko je osvojil najboljši štartni položaj na Veliki nagradi Brazilije 2010.

### Dirka
Pred štartom se je Wehrlein ustavil na napačnem položaju, potem ko je pomotoma zasedel položaj, ki ga je pustil Massa, ki je štartal iz boksov. Wehrleinu se je uspelo vzvratno vrniti na svoj položaj le pol sekunde pred začetkom postopka prižiganja štartnih luči in se izogniti kazni. Hamilton je dobro začel z najboljšega štartnega položaja, medtem ko je Hülkenberg izgubil korak. Button je prevzel drugo mesto, medtem ko je Rosberg, ki je štartal z devetega položaja, prehitel Ricciarda in Verstappna. Kvjat, ki si je čez noč dal izdelati nov dirkalnik, je po štartu iz boksov na koncu drugega kroga odstopil. V šestem krogu je Rosberg prehitel Hülkenberga in napredoval na četrto mesto. Hülkenberga je v tem času prehitel tudi Verstappen. V sedmem krogu je Räikkönen prehitel Buttna za uvrstitev na drugo mesto. Postanki za pnevmatike so se začeli v devetem krogu, ko sta prva v bokse zapeljala Hülkenberg in Alonso, krog kasneje pa Button. Potem ko ga je Gutiérrez v 12. krogu prehitel za uvrstitev na deveto mesto, se je v bokse odpravil tudi Massa. Ko je Wehrlein v 14. krogu opravil postanek v boksih, je bil Hamilton še vedno v vodstvu, sledila sta mu Räikkönen in Rosberg.
Rosberg je kmalu zatem opravil postanek v boksih za »mehke« pnevmatike, Hamilton pa je ostal na stezi. Vettel se je povzpel na tretje mesto, tik za svojim moštvenim kolegom Räikkönenom. Hamilton je v bokse prišel v 22. krogu in zaradi težav s postankom izgubil prednost pred Rosbergom. Räikkönen je za kratek čas vodil, preden je krog kasneje opravil postanek v boksih in se vrnil na stezo za obema dirkačema Red Bulla. Pri Ferrariju so imeli še več težav, saj je bil Vettel v vodstvu, ko je v 27. krogu zaradi počene zadnje desne pnevmatike trčil v ograjo in odstopil. Zaradi te nesreče je posredoval varnostni avtomobil ter se je vrsta dirkalnikov spet združila. Rosberg je v tem času vodil pred Hamiltonom, Verstappnom, Ricciardom in Räikkönenom. Varnostni avtomobil se je vrnil v bokse po 32. krogu, Rosberg pa je po ponovnem štartu vodil in si hitro pridobil dve sekundi prednosti pred Hamiltonom. Pérez je bil zmagovalec ponovnega štarta, saj se je povzpel za tri mesta na enajsto mesto, nekaj krogov kasneje pa je napredoval še za eno. V 39. krogu je Button prehitel Sauberjevega dirkača Felipeja Nasrja in se uvrstil na sedmo mesto. Rosberg je nekaj krogov držal prednost približno dveh sekund pred Hamiltonom, preden je naredil napako, zaradi katere se mu je Hamilton približal, kar mu je omogočilo, da je uporabil sistem za zmanjšanje upora in ga poskusil prehiteti.
Okoli 50. kroga se je več dirkačev odločilo za drugo menjavo pnevmatik. Bottas je postanek v boksih opravil v 52. krogu, Hülkenberg pa je svoj tretji postanek v boksih opravil krog prej, pri čemer ga je zaradi prekoračitve hitrosti v boksih doletela kazen petih sekund. V 55. krogu je bil Hamilton prvi od vodilnega dvojca, ki je opravil postanek v boksih, Rosberg mu je sledil krog kasneje. Rosberg je prehitel Hamiltona, saj je opravil hitrejši postanek v boksih in izkoristil napako moštvenega kolega v krogu po postanku v boksih. Oba dirkača Mercedesa sta tesno sledila Verstappnu, ki je bil v vodstvu. V 58. krogu je Räikkönen prehitel Ricciarda in se uvrstil na četrto mesto, medtem ko je Verstappen ostal v vodstvu z »mehkimi« pnevmatikami, ki so mu jih namestili v 15. krogu. V 61. krogu je izgubil vodstvo, saj ga je prehitel Rosberg, kmalu zatem pa tudi Hamilton. Medtem ko sta se dirkača Mercedesa borila za zmago, je več voznikov v zaključnih krogih odstopilo, med njimi Hülkenberg in Massa. Räikkönen se je na tretjem mestu približeval Verstappnu, Wehrlein pa se je nekoliko približal Bottasu, ki je dirkal na desetem mestu.
V zadnjem krogu je Hamilton poskušal prehiteti Rosberga v drugem ovinku, a je Rosberg pozno zavil v ovinek na notranji strani in trčil v Hamiltonov dirkalnik, pri čemer si je poškodoval sprednje krilo in Hamiltona potisnil s steze. Ko se je Hamilton vrnil na stezo, sta se skoraj spet dotaknila. Hamilton je nato prevzel vodstvo v tretjem ovinku, medtem ko je Rosbergu s poškodovanim dirkalnikom uspelo prečkati ciljno črto. Kljub temu je padel na četrto mesto, saj sta ga do konca dirke prehitela tako Verstappen kot Räikkönen. Bolj zadaj je Pérez odstopil, s čimer se je Wehrlein povzpel na deseto mesto in osvojil zadnjo točko, kar je bila prva in edina točka moštva Manor v Formuli 1.

## Rezultati

### Kvalifikacije
| Poz  | Št | Dirkač            | Konstruktor               | 1. del   | 2. del    | 3. del   | Št. m. |
| ---- | -- | ----------------- | ------------------------- | -------- | --------- | -------- | ------ |
| 1    | 44 | Lewis Hamilton    | Mercedes                  | 1:06,947 | 1:06,228  | 1:07,922 | 1      |
| 2    | 6  | Nico Rosberg      | Mercedes                  | 1:06,516 | 1:06,403  | 1:08,465 | 6      |
| 3    | 27 | Nico Hülkenberg   | Force India-Mercedes      | 1:07,385 | 1:07,257  | 1:09,285 | 2      |
| 4    | 5  | Sebastian Vettel  | Ferrari                   | 1:06,761 | 1:06,602  | 1:09,781 | 9      |
| 5    | 22 | Jenson Button     | McLaren-Honda             | 1:07,653 | 1:07,572  | 1:09,900 | 3      |
| 6    | 7  | Kimi Räikkönen    | Ferrari                   | 1:07,240 | 1:06,940  | 1:09,901 | 4      |
| 7    | 3  | Daniel Ricciardo  | Red Bull Racing-TAG Heuer | 1:07,500 | 1:06,840  | 1:09,980 | 5      |
| 8    | 77 | Valtteri Bottas   | Williams-Mercedes         | 1:07,148 | 1:06,911  | 1:10,440 | 7      |
| 9    | 33 | Max Verstappen    | Red Bull Racing-TAG Heuer | 1:07,131 | 1:06,866  | 1:11,153 | 8      |
| 10   | 19 | Felipe Massa      | Williams-Mercedes         | 1:07,419 | 1:07,145  | 1:11,977 | PL     |
| 11   | 21 | Esteban Gutiérrez | Haas-Ferrari              | 1:07,660 | 1:07,578  |          | 11     |
| 12   | 94 | Pascal Wehrlein   | MRT-Mercedes              | 1:07,565 | 1:07,700  |          | 12     |
| 13   | 8  | Romain Grosjean   | Haas-Ferrari              | 1:07,662 | 1:07,850  |          | 13     |
| 14   | 14 | Fernando Alonso   | McLaren-Honda             | 1:07,671 | 1:08,154  |          | 14     |
| 15   | 55 | Carlos Sainz Jr.  | Toro Rosso-Ferrari        | 1:07,618 | brez časa |          | 15     |
| 16   | 11 | Sergio Pérez      | Force India-Mercedes      | 1:07,657 | brez časa |          | 16     |
| 17   | 20 | Kevin Magnussen   | Renault                   | 1:07,941 |           |          | 17     |
| 18   | 30 | Jolyon Palmer     | Renault                   | 1:07,965 |           |          | 19     |
| 19   | 88 | Rio Haryanto      | MRT-Mercedes              | 1:08,026 |           |          | 20     |
| 20   | 26 | Daniil Kvjat      | Toro Rosso-Ferrari        | 1:08,409 |           |          | PL     |
| 21   | 9  | Marcus Ericsson   | Sauber-Ferrari            | 1:08,418 |           |          | 18     |
| 22   | 12 | Felipe Nasr       | Sauber-Ferrari            | 1:08,446 |           |          | 21     |
| Vir: |    |                   |                           |          |           |          |        |

### Dirka
| Poz  | Št | Dirkač            | Konstruktor               | Krogi | Čas/Odstop   | Št. m. | Toč |
| ---- | -- | ----------------- | ------------------------- | ----- | ------------ | ------ | --- |
| 1    | 44 | Lewis Hamilton    | Mercedes                  | 71    | 1:27:38,107  | 1      | 25  |
| 2    | 33 | Max Verstappen    | Red Bull Racing-TAG Heuer | 71    | +5,719       | 8      | 18  |
| 3    | 7  | Kimi Räikkönen    | Ferrari                   | 71    | +6,024       | 4      | 15  |
| 4    | 6  | Nico Rosberg      | Mercedes                  | 71    | +26,710      | 6      | 12  |
| 5    | 3  | Daniel Ricciardo  | Red Bull Racing-TAG Heuer | 71    | +30,981      | 5      | 10  |
| 6    | 22 | Jenson Button     | McLaren-Honda             | 71    | +37,706      | 3      | 8   |
| 7    | 8  | Romain Grosjean   | Haas-Ferrari              | 71    | +44,668      | 13     | 6   |
| 8    | 55 | Carlos Sainz Jr.  | Toro Rosso-Ferrari        | 71    | +47,400      | 15     | 4   |
| 9    | 77 | Valtteri Bottas   | Williams-Mercedes         | 70    | +1 krog      | 7      | 2   |
| 10   | 94 | Pascal Wehrlein   | MRT-Mercedes              | 70    | +1 krog      | 12     | 1   |
| 11   | 21 | Esteban Gutiérrez | Haas-Ferrari              | 70    | +1 krog      | 11     |     |
| 12   | 30 | Jolyon Palmer     | Renault                   | 70    | +1 krog      | 19     |     |
| 13   | 12 | Felipe Nasr       | Sauber-Ferrari            | 70    | +1 krog      | 21     |     |
| 14   | 20 | Kevin Magnussen   | Renault                   | 70    | +1 krog      | 17     |     |
| 15   | 9  | Marcus Ericsson   | Sauber-Ferrari            | 70    | +1 krog      | 18     |     |
| 16   | 88 | Rio Haryanto      | MRT-Mercedes              | 70    | +1 krog      | 20     |     |
| 17   | 11 | Sergio Pérez      | Force India-Mercedes      | 69    | Trčenje      | 16     |     |
| 18   | 14 | Fernando Alonso   | McLaren-Honda             | 64    | Akumulator   | 14     |     |
| 19   | 27 | Nico Hülkenberg   | Force India-Mercedes      | 64    | Zavore       | 2      |     |
| 20   | 19 | Felipe Massa      | Williams-Mercedes         | 63    | Zavore       | PL     |     |
| Ods  | 5  | Sebastian Vettel  | Ferrari                   | 26    | Predrta guma | 9      |     |
| Ods  | 26 | Daniil Kvjat      | Toro Rosso-Ferrari        | 2     | Okvara       | PL     |     |
| Vir: |    |                   |                           |       |              |        |     |